# Dong Cunrui (pel·lícula)
Dong Cunrui (xinès simplificat: 董存瑞, pinyin: Dǒng Cúnruì) és una pel·lícula biogràfica xinesa, dirigida per Wei Guo, produïda per l'estudi de cinema de Changchun el 1955.
Narra la vida de Dong Cunrui, soldat xinés comunista immolat en l'atac d'un búnquer contra l'Exèrcit Nacional Revolucionari durant la Guerra Civil Xinesa. A diferència d'altres pel·lícules bèl·liques de l'època, dona una major importància al vessant humà de la història.